# SanCor
SanCor Cooperativas Unidas Limitada es una empresa láctea argentina que opera bajo el formato de cooperativa (es una cooperativa de segundo grado).
Surge de la unión de varias cooperativas de primer grado ubicadas en torno a la zona limítrofe de las provincias de Santa Fe y Córdoba. Su nombre es un acrónimo que proviene de extraer las tres primeras letras del nombre de las dos provincias, Santa Fe y Córdoba. Su logotipo son dos óvalos concéntricos de dos colores celeste el externo y azul el interno. Dentro de este último, se encuentra el acrónimo en color blanco.
Fundada a finales de la década de 1930, con el paso de los años, se transformó en la principal empresa láctea argentina, llegando a procesar varios miles de litros de leche/día. Tras una crisis que la obligó a vender varias plantas industriales, algunas marcas y reducir 3 200 puestos de trabajo, en 2024 la empresa producía solo el 10% de lo producido en 2015. Procesa alrededor de 500 mil litros diarios de leche.

## Historia

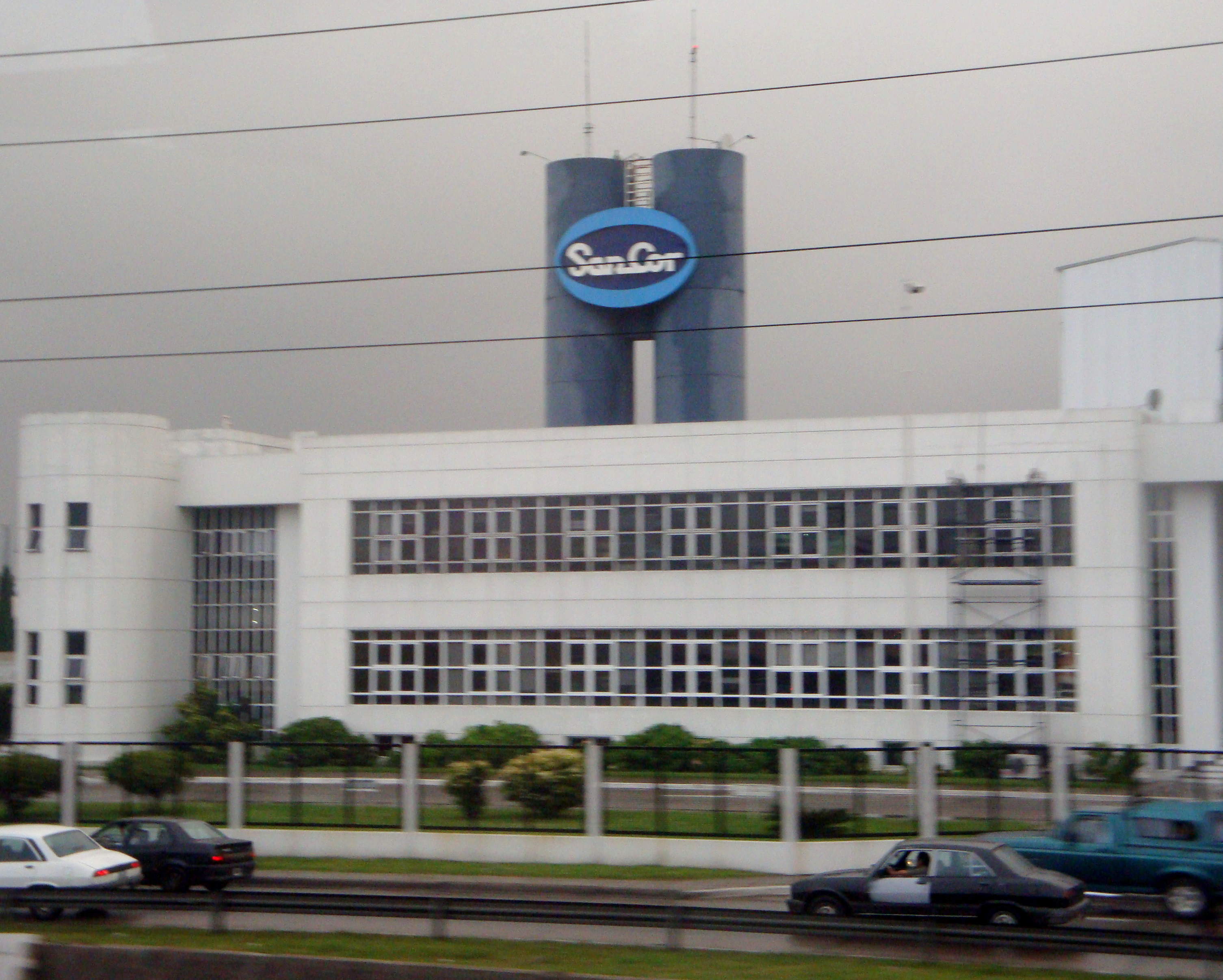
Centro de Distibución de SanCor en la zona norte del Gran Buenos Aires.

Esta empresa láctea surgió con la unión de cooperativas de tamberos de primer orden, ubicadas en la zona rural de las provincias de Santa Fe y Córdoba, siendo su fecha de fundación el año 1938, en la localidad de Sunchales, provincia de Santa Fe.
En 1942 la cooperativa abre en esa misma localidad su primera usina.
En 1943 inauguran la planta de Brinkmann en el noreste de la Provincia de Córdoba, la cual se acondicionó especialmente para crear manteca. Este producto sería el que a la postre haría crecer a SanCor, ya que con él la empresa alcanzaría altos estándares de calidad internacional. Ese mismo año comenzaría la producción de dulce de leche. En 1940 comenzó a funcionar su primera fábrica de manteca en Sunchales y de allí en adelante no cesó de crecer. En 1943, la empresa comienza a exportar manteca y dulce leche, en 1962 leche pasteurizada y en el año 1970 yogures y postres. En 1953 la empresa abrió una oficina en Nueva York (Estados Unidos) para facilitar el comercio internacional.  En 1986 se crea SanCor do Brasil  Produtos Alimentícios, con sede en São Paulo (Brasil). 
En 2002 se asocia con ARLA -una de las mayores cooperativas de Suecia y Dinamarca para deshidratar y concentrar suero-, en 2005 se convierte en cooperativa de segundo grado. En 2008 comienza a presentar problemas y debe reestructurar su deuda. Luego sigue en su camino de crecimiento por medio de alianzas.
En pocos años, SanCor alcanzó un rápido desarrollo y se expandió por toda la cuenca lechera central argentina. 
A la elaboración original de manteca, siguieron incorporándose otras actividades industriales que consolidaron a la empresa de los productores de leche y le confirieron el liderazgo de la lechería del país.
En la actualidad SanCor elabora productos de base láctea que brindan nutrición y salud y se adaptan a las necesidades específicas de los consumidores en cada etapa de la vida, en Argentina y el mundo. 
Durante más de siete décadas, SanCor fue consolidándose como la alternativa solidaria para el desarrollo económico, social y medioambiental.
De esta manera, SanCor ha logrado dentro de su ámbito de acción, un crecimiento de la producción de la leche superior en volumen y calidad al promedio nacional. Sancor fue iniciada por 70 cooperativas que actualmente representan a más de 1600 tamberos y procesa unos 1.300 millones de litros de leche al año en sus 17 plantas industriales con asiento principal en las provincias de Santa Fe y Córdoba.
SanCor está situada en la región láctea más importante de Latinoamérica, junto a su principal competidora, La Serenísima, y otras empresas de menor envergadura. Procesa más de 4 millones de litros de leche/día. Tiene unos 4.700 empleados, 1.300 tamberos directos, y 20.000 personas involucradas en todo el proceso productivo.
A raíz de la crisis lechera de 2016, a la que se sumaron malos negocios, Durante la gestión de Ercole Felippa
Quien era titular de la Unión Industrial de Córdoba, con vínculos políticos con el macrismo nombrado presidente del Fábrica Argentina de Aviones durante el mandato de Macri- se produciría una fuerte crisis en la empresa con el despido de 200 trabajadores, el cierre de cientos de tambos, lo que produjo una baja generalizada de la producción lechera. Esto hizo que Sancor entrara en una profunda crisis financiera, por lo que comenzó un programa de retiros voluntarios y puso a la venta parte de su cartera de productos (yoghurth). Sin embargo no se encontró a ningún grupo empresarial dispuesto a comprarla. En mayo del 2016 SanCor vendió su línea de yogures, flanes y postres al grupo santafesino Vicentín por una suma de u$s 100 millones. En 2017 en medio de la crisis de la industria lechera argentina en 2016/2017, Sancor cerró temporalmente en marzo cuatro plantas y dejó cesantes a 500 trabajadores para achicar la nómina de 4.000 a 2.500 trabajadores. En mayo el Gobierno Nacional otorgó $ 450 millones del Fondear para paliar la crisis de la empresa láctea con la finalidad de que la firma prosiga un plan de reestructuración consistente en concentrar la producción en menos plantas y tratar de bajar su deuda.
Para 2025 en medio de una fuerte crisis económica nacional y caída en el consumo de lácteos, la empresa se encontraba al borde de la quiebra, con una deuda que supera los u$s400 millones y una producción reducida a mínimos históricos,SanCor procesaba en 2020 hasta 4 millones de litros de leche diarios, para inicios de 2025 esa cifra se desplomó a apenas 70.000 litros. En este contexto, en enero de este año SanCor despidió a  sus últimos 300 empleados en sus plantas de Córdoba y Santa Fe.

## Sistema cooperativo y conducción
Una de las razones del éxito de SanCor fue el sistema cooperativo, a través del cual los productores se vincularon entre ellos y las instituciones. La posibilidad de participar en las decisiones empresariales, que los afectaban directamente, significó un cambio fundamental de relación entre los aportantes de materia prima y la empresa que la elaboraba y comercializaba. La estructura cooperativa dio voz y voto, con poder de control, a los productores.
El actual sistema representativo y de gobierno de SanCor se basa en una combinación de derechos por cooperativa y por volumen productivo, que procura la equidad en las obligaciones y beneficios institucionales. Las asambleas, como autoridad suprema, un Consejo de Administración, la Comisión Fiscalizadora y el Comité de Dirección, integrados por productores asociados activos, son los órganos de conducción.

## Plantas industriales
La cooperativa láctea posee 6 plantas industriales en las provincias de Córdoba y Santa Fe:
- Planta Industrial Devoto (crema, manteca y queso untable Mendicrim)
- Planta Industrial Sunchales (dulce de leche y leches larga vida, chocolatadas e infantiles)
- Planta Industrial San Guillermo (quesos cuartirolo y mozzarella)
- Planta Industrial Gálvez (maduración y procesamiento de quesos)
- Planta Industrial La Carlota (quesos duros y de rallar)
- Planta Industrial Balnearia (quesos semiduros)

La empresa poseía otras plantas, que debió vender tras su crisis:
- Planta Industrial Córdoba
- Planta Industrial Brinkmann
- Planta Industrial Pozo del Molle
- Planta Industrial Centeno
- Planta Industrial Ceres
- Planta Industrial Coronel Charlone
- Planta Industrial Coronel Moldes
- Planta Industrial Morteros - Vendida a Adecoagro
- Planta Industrial Arenaza
- Centro de distribución Monte Cristo - Vendido a Vicentín

## Otras marcas lácteas de Argentina
- Ilolay
- La Paulina
- La Serenísima
- La Suipachense
- Milkaut
- Manfrey
- Tregar
- Verónica